# Zbigniew Bujak
Zbigniew Bujak (Łopuszno, 29 novembre 1954) è un attivista e politico polacco, ed è stato uno dei protagonisti per conto dell'opposizione nei cosiddetti accordi della Tavola Rotonda svoltisi in Polonia nella primavera del 1994.

## Biografia
Ultimogenito di una famiglia di contadini di Łopuszno, un piccolo villaggio nel distretto polacco di Kielce, quando aveva solo tre anni la famiglia si trasferì vicino a Varsavia presso i caseggiati della celebre fabbrica di veicoli agricoli polacca Ursus. Non appena iniziò gli studi primari, il giovane Zbigniew si dedicò allo studio della storia polacca, di cui divenne presto un fervente esperto, dedicandosi in particolare alla resistenza polacca contro il nazismo durante l'occupazione tedesca, grazie soprattutto ai racconti di suo padre Jan Bujak. 
All'età di ventidue anni si unì al movimento dei sindacati clandestini nella fabbrica Ursus, grazie anche all'incontro con l'attivista Zbigniew Janas, con il quale iniziò a distribuire pubblicazioni dei movimenti clandestini di opposizione all'interno delle fabbriche, e in particolare quelle del KOR, il movimento da cui si sarebbe originata in seguito l'organizzazione di Solidarność. Nel 1980 divenne Presidente per la zona di Varsavia di Solidarność, e con l'introduzione della legge marziale il 13 dicembre 1981, fu costretto alla clandestinità per circa quattro anni.